# توماس بوغز
توماس بوغز (بالإنجليزية: Thomas Boggs)‏ هو صاحب مطعم أمريكي، ولد في 16 يوليو 1944، وتوفي في 5 مايو 2008.